# Eleccions al Parlament Europeu de 2009 (Grècia)
Les Eleccions al Parlament Europeu de 2009 es van celebrar a Grècia el 7 de juny de 2009 per escollir els 22 membres grecs del Parlament Europeu. Els membres eren elegits per representació proporcional de llistes de partit amb un llindar electoral del 3%. El nombre d'escons assignats a Grècia es va reduir de 24 a 22, com a conseqüència de l'adhesió de nous estats membres a la Unió Europea (UE).

## Resultats
|        |                                          |           |          |        |        |        |
| Partit | Partit                                   | Resultat  | Resultat | Escons | Escons | Escons |
| Partit | Partit                                   | Vots      | %        | #      | +/-    |        |
|        | Moviment Socialista Panhel·lènic (PASOK) | 1.878.859 | 36,64    | 8 / 22 | =      |        |
|        | Nova Democràcia (ND)                     | 1.655.636 | 32,29    | 8 / 22 | 3      |        |
|        | Partit Comunista de Grècia (KKE)         | 428.283   | 8,35     | 2 / 22 | 1      |        |
|        | Reagrupament Popular Ortodox (Laos)      | 366.615   | 7,15     | 2 / 22 | 1      |        |
|        | Coalició de l'Esquerra Radical (SYRIZA)  | 240.898   | 4,7      | 1 / 22 | =      |        |
|        | Verds Ecologistes (OP)                   | 178.964   | 3,49     | 1 / 22 |        |        |
|        | Altres                                   | 377.982   | 7,38     |        |        |        |
|        | Total                                    | 5.127.237 | 100      | 22     | 2      |        |
|        | Vots nuls i blancs                       | 133.799   |          |        |        |        |
|        | Total                                    | 5.261.036 |          |        |        |        |